# Anna Mazza
Anna Mazza est une criminelle italienne née le 28 février 1937 à Afragola et morte le 25 septembre 2017 à Acerra, ancienne patronne du Clan Moccia (en), affiliée à la Camorra.

## Biographie
Anna Mazza naît le 28 février 1937 à Afragola en Campanie.
Dans les années 1970, Anna commence à diriger le Clan Moccia à la suite de l'assassinat de son mari, Gennaro Moccia, pendant la guerre avec les clans rivaux des Magliulo et Giugliano pour le contrôle du territoire de Campanie. Elle le ramifie et le développe au delà cette région jusqu'à Lazio avec le racket, le logement social et le trafic de drogue comme activités.
Surnommée « veuve noire de la Camorra » pour avoir succédé à son mari assassiné, elle est devenue pendant plus deux décennies le cerveau du clan Moccia.   
En 1987, accompagnée de sa fille Teresa,  est arrêtée pour association de malfaiteurs de type mafieux, devenant la première femme italienne à être arrêtée pour des crimes liés à la mafia. Elle est inculpée en tant qu'inspiratrice de l'assassinat d'Antonio Giugliano dans la cour de Castel Capuano à Naples avant d'être relaxée.  
En 1999, elle arrêtée pour faux et usage de faux avec des accusations sur la complicité des employés de la municipalité d’Afragola. La commune subit une dissolution administrative pour infiltration camorriste la même année.
Immacolata Capone, une autre femme influente dans le clan, est le bras droit de Anna Mazza, et la marraine de sa fille Tereza. Elle permit au clan Moccia d'investir dans le ciment et le bâtiment, en parvenant à détourner des attributions de marché public. Elle était accompagnée de deux gardes du corps féminines, dans une smart jaune blindée. Elle est assassinée en mars 2004 à San Antimo. Anna Mazza a établit une sorte de gestion matriarcale du clan des Moccia.
Elle meurt le 25 septembre 2017 des suites d'un accident vasculaire cérébral à Acerra.

## Arrestations de ses fils et de son mari
En août 1985, le parquet antimafia napolitain décerne un mandat d'arrêt pour association mafieuse contre plusieurs criminels dont son fils Luigi Moccia.
Luigi Moccia, considéré comme le « col blanc » du clan, est condamné à la réclusion à perpétuité en 2004 avant de bénéficier d'une annulation pour vices de procédure en 2005. En 2011, il est arrêté à Rome ( Parioli) pour violation de ses obligations de suspect spécial. En septembre 2020, il est encore arrêté avant d'être relaxé un mois plus tard,.
Son deuxième fils, Angelo Moccia, connu sous le nom d’Enzo, initialement condamné à la réclusion à perpétuité, puis commué en 30 ans d’emprisonnement, est libéré en 2015 puis arrêté à nouveau en septembre 2020.
Selon un rapport d'inspection du sénateur Battaglia, son troisième fils, Bruno Moccia, est soupçonné d'avoir participé à certaines infractions, dont celui de la possession des clés de la villa municipale d' Afragola.
Son mari, Filippo Iazzetta, est aussi arrêté après une opération de la DIA (en) en 2010 à la suite d'enquêtes sur la production du film Un camorrista perbene.
Son benjamin, Antonio Moccia, accusé d'être l'instigateur du meurtre de Mariano Bacio Terracino, est finalement acquitté mais son association à la Camorra reste dans son casier judiciaire.

### Note
- (it) Cet article est partiellement ou en totalité issu de l’article de Wikipédia en italien intitulé « Anna Mazza » (voir la liste des auteurs).